# Ponte do Morumbi
A primeira Ponte do Morumbi foi inaugurada em 31 de março de 1952 pelo prefeito Armando de Arruda Pereira e foi desativada em 1970. Ruínas da primeira ponte ainda existem no local. A atual Ponte do Morumbi foi construída em 1969-1970, na prefeitura de Paulo Maluf.  A partir de junho de 2005, a ponte passou a ser nomeada oficialmente Ponte do Morumbi Caio Pompeu de Toledo. A duplicação da ponte, a chamada Ponte Nova do Morumbi, foi inaugurada em 31 de março de 1992, com a presença do governador Luiz Antonio Fleury Filho. A ponte nova conduz o fluxo de trânsito de veículos que vêm do Morumbi em direção aos bairros Brooklin, Santo Amaro e Chácara Santo Antonio, por meio da sua ligação com a Av. Roque Petroni Júnior. A ponte estaiada Octávio Frias de Oliveira, inaugurada em 10 de maio de 2008, apesar de fazer parte de outro Complexo Viário, tem sido frequentemente confundida na mídia com a Ponte do Morumbi, pela sua proximidade.